# この星をあなたに
『この星をあなたに』(このほしをあなたに、OUR BEAUTIFUL PLANET FOREVER) は、日本テレビが毎年放映している『24時間テレビ 「愛は地球を救う」』で、1978年の放送開始から1991年まで使用されていた曲である。
主に番組中のメッセージ紹介やグランドフィナーレなどの際に使用されていたが、山口ますひろが歌ったバージョンよりも後にザ・バーズが歌ったバージョンが多用されていた。番組内では岩崎宏美が歌唱したこともある。この曲もその他の｢愛はマジック｣、｢LOVE SAVES THE EARTH｣等と同様、1992年の番組の大幅なリニューアルの際、大野雄二が番組から離脱したと同時に一切使用されることが無くなった。

## 収録作品
オリジナルバージョンは1978年にリリースされたLPアルバム「24時間テレビ 愛は地球を救う・オリジナルサウンドトラック『愛は地球を救う』」（発売元・ビクター音楽産業、No.SJX-20076）に収録されている。同サウンドトラックは2010年1月20日にブリッジからCDで再発（ブリッジ EGDS47）された。